# White City (Florida)
White City ist  ein census-designated place (CDP) im St. Lucie County im US-Bundesstaat Florida mit 3719 Einwohnern (Stand: 2010). 

## Geographie
White City liegt am St. Lucie River und grenzt direkt an die Städte Fort Pierce (Norden) und Port St. Lucie (Süden). Der CDP liegt etwa 90 km nördlich von West Palm Beach und wird vom U.S. Highway 1 durchquert.

## Demographische Daten
Laut der Volkszählung 2010 verteilten sich die damaligen 3719 Einwohner auf 1553 Haushalte. Die Bevölkerungsdichte lag bei 203,2 Einw./km². 90,9 % der Bevölkerung bezeichneten sich als Weiße, 3,4 % als Afroamerikaner, 0,3 % als Indianer und 1,3 % als Asian Americans. 2,3 % gaben die Angehörigkeit zu einer anderen Ethnie und 1,7 % zu mehreren Ethnien an. 10,0 % der Bevölkerung bestand aus Hispanics oder Latinos.
Im Jahr 2010 lebten in 30,7 % aller Haushalte Kinder unter 18 Jahren sowie 29,2 % aller Haushalte Personen mit mindestens 65 Jahren. 72,9 % der Haushalte waren Familienhaushalte (bestehend aus verheirateten Paaren mit oder ohne Nachkommen bzw. einem Elternteil mit Nachkomme). Die durchschnittliche Größe eines Haushalts lag bei 2,61 Personen und die durchschnittliche Familiengröße bei 2,98 Personen.
24,0 % der Bevölkerung waren jünger als 20 Jahre, 19,6 % waren 20 bis 39 Jahre alt, 33,9 % waren 40 bis 59 Jahre alt und 22,3 % waren mindestens 60 Jahre alt. Das mittlere Alter betrug 45 Jahre. 50,9 % der Bevölkerung waren männlich und 49,1 % weiblich.
Das durchschnittliche Jahreseinkommen lag bei 59.286 $, dabei lebten 7,9 % der Bevölkerung unter der Armutsgrenze
Im Jahr 2000 war Englisch die Muttersprache von 94,72 % der Bevölkerung und Spanisch sprachen 5,28 %.

## Sehenswürdigkeiten
Am 23. Februar 1990 wurde das Captain Hammond House in das National Register of Historic Places eingetragen.